# Puchar Zdobywców Pucharów (1989/1990)
XXX Puchar Europy Zdobywców Pucharów 1989/1990 (ang. European Cup Winners’ Cup)

## 1/32 finału
| Czernomorec Burgas – Dinamo Tirana 3:1 i 0:4 1 16.08 1989 1:0 Petkow 25, 2:0 W. Stojanow 53, 2:1 Demollari 69, 3:1 Pumpałow 71k 2 30.08 1989 0:1 Canaj 46, 0:2 Abazi 62, 0:3 Jançe 68, 0:4 Demollari 71 |

## 1/16 finału
| Dinamo Tirana – Dinamo Bukareszt 1:0 i 0:2 1 13.09 1989 1:0 Canaj 53 2 26.09 1989 0:1 Mateut 8, 0:2 Mihaescu 13 |
| Admira Wacker Wiedeń – AEL Limassol 3:0 i 0:1 1 13.09 1989 1:0 Schaub 80, 2:0 W. Knaller 86, 3:0 Rodax 89 2 26.09 1989 0:1 Sofokleous 43 |
| RSC Anderlecht – Ballymena United 6:0 i 4:0 1 13.09 1989 1:0 Ukkonen 11, 2:0 Nilis 16, 3:0 Nilis 35, 4:0 van der Linden 47, 5:0 van der Linden 52, 6:0 Gudjohnsen 85 2 26.09 1989 1:0 Vervoort 27, 2:0 Degryse 54, 3:0 Gudjohnsen 83, 4:0 Vervoort 87                                                   |
| FC Barcelona – Legia Warszawa 1:1 i 1:0 1 13.09 1989 0:1 Łatka 25, 1:1 R. Koeman 85k 2 26.09 1989 1:0 M.Laudrup 10 |
| Real Valladolid – Ħamrun Spartans 5:0 i 1:0 1 12.09 1989 1:0 Aibis 22, 2:0 Valverde 38, 3:0 Valverde 46, 4:0 Ayarza 59, 5:0 Aibis 70 2 26.09 1989 1:0 Hidalgo 37 |
| Panathinaikos AO – Swansea Town 3:2 i 3:3 1 13.09 1989 1:0 Vlachos 4, 2:0 Saravakos 38, 3:0 Vlachos 53, 3:1 Raynor 63, 3:2 Salako 80 2 26.09 1989 0:1 James 31k, 0:2 Melville 46, 1:2 Dimopoulos 50, 1:3 Melville 66, 2:3 Saravakos 71k, 3:3 Saravakos 89                                               |
| Ferencvárosi TC – FC Haka 5:1 i 1:1 1 12.09 1989 1:0 Kineses 1, 1:1 Paavola 4, 2:1 Limperger 10, 3:1 Szeibert 29, 4:1 Szeibert 64, 5:1 Dzurjak 80 2 27.09 1989 1:0 Keller 47, 1:1 Paavola 75 |
| Knattspyrnufélagið Valur – Dynamo Berlin 1:2 i 1:2 1 13.09 1989 1:0 Askelsson 37, 1:1 Bonan 70, 1:2 Thorn 75 2 26.09 1989 0:1 Ernst 23, 1:1 Kristjansson 53, 1:2 Lenz 83 |
| Union Luxembourg – Djurgårdens IF 0:0 i 0:5 1 12.09 1989 2 27.09 1989 0:1 Martinsson 54, 0:2 Nilsson 60, 0:3 Galloway 80, 0:4 Martinsson 85, 0:5 Galloway 90 |
| SK Brann – UC Sampdoria 0:2 i 0:1 1 13.09 1989 0:1 Vialli 40, 0:2 Mancini 55 2 26.09 1989 0:1 Katanec 75 |
| FC Groningen – Ikast FS 1:0 i 2:1 1 13.09 1989 1:0 Koevermans 49 2 26.09 1989 1:0 Meijer 35, 2:0 Eyekelkamp 70, 2:1 Kristensen 83k |
| CF Os Belenenses – AS Monaco 1:1 i 0:3 1 12.09 1989 1:0 Chiquinho 55, 1:1 R. Diaz 70 2 26.09 1989 0:1 Weah 30, 0:2 Weah 35, 0:3 Mege 40 |
| Slovan Bratysława – Grasshopper Club Zürich 3:0 i 0:4 (dog) 1 12.09 1989 1:0 Timko 35, 2:0 Vankovic 53k, 3:0 Tittel 88k 2 26.09 1989 0:1 Gren 10, 0:2 Egli 59k, 0:3 Strudal 84, 0:4 Gren 115, |
| Beşiktaş JK – Borussia Dortmund 0:1 i 1:2 1 13.09 1989 0:1 Mill 13 2 26.09 1989 0:1 Driller 11, 1:1 Ali 76, 1:2 Wegmann 85 |
| Torpedo Moskwa – Cork City 5:0 i 1:0 1 13.09 1989 1:0 Greczniew 24, 1:0 N. Sawiczew 27, 3:0 Czugunow 34, 4:0 Greczniew 40k, 5:0 Afanasjew 72 2 26.09 1989 1:0 J. Sawiczew 12 |
| FK Partizan – Celtic FC 2:1 i 4:5 1 12.09 1989 1:0 Milojević 21, 1:1 Galloway 42, 2:1 Djordjević 55 (mecz w Mostar) 2 27.09 1989 1:0 Vujačić 8, 1:1 Dziekanowski 25, 1:2 Dziekanowski 47, 2:2 Dżordżević 50, 2:3 Dziekanowski 55, 3:3 Dżurovski 61, 3:4 Walker 65, 3:5 Dziekanowski 80, 4:5 Sćepović 86 |

## 1/8 finału
| Admira Wacker Wiedeń – Ferencvárosi TC 1:0 i 1:0 1 18.10 1989 1:0 Rodax 88 2 01.11 1989 1:0 Oberhöfer 48 (mecz w Szeged) |
| RSC Anderlecht – FC Barcelona 2:0 i 1:2 (dog) 1 18.10 1989 1:0 Janković 12, 2:0 Degryse 46 2 01.11 1989 0:1 Salinas 50, 0:2 Beguiristain 56, 1:2 van der Linden 97                                                                                           |
| Real Valladolid – Djurgårdens IF 2:0 i 2:2 1 18.10 1989 1:0 Kulberg 30s, 2:0 Moya 33 2 01.11 1989 0:1 Skoog 41, 0:2 Martinson 56, 1:2 Moreno 65, 2:2 Moreno 72                                                                                               |
| AS Monaco – Dynamo Berlin 0:0 i 1:1 (dog) 1 17.10 1989 2 01.11 1989 0:1 Küttner 110, 1:1 R. Diaz 117 |
| Panathinaikos AO – Dinamo Bukareszt 0:2 i 1:6 1 18.10 1989 0:1 Raducioiu 58, 0:2 Mateut 68 2 01.11 1989 0:1 Rednic 29, 0:2 Mateut 31, 1:2 Samaras 34, 1:3 Sabau 40, 1:4 Mateut 49, 1:5 Sabau 50, 1:6 Klein 89                                                |
| FC Groningen – FK Partizan 4:3 i 1:3 1 18.10 1989 1:0 Meijer 16, 1:1 Bajović 32, 2:1 Ten Caart 35, 2:2 Dżurovski 45, 3:2 Roosien 48, 4:2 Koevermans 74, 4:3 Dżurovski 83 2 01.11 1989 0:1 Dżurovski 16, 1:1 Ten Caat 80, 1:2 Milojević 83, 1:3 Dżordżević 90 |
| Borussia Dortmund – UC Sampdoria 1:1 i 0:2 1 17.10 1989 1:0 Wegmann 64, 1:1 Mancini 88 2 01.11 1989 0:1 Vialli 74k, 0:2 Vialli 88 |
| Torpedo Moskwa – Grasshopper Club Zürich 1:1 i 0:3 1 18.10 1989 1:0 J. Sawiczew 29, 1:1 Strudal 88 2 01.11 1989 0:1 Egli 33, 0:2 Wiederkehr 35, 0:3 Gren 79                                                                                                  |

## 1/4 finału
| RSC Anderlecht – Admira Wacker Wiedeń 2:0 i 1:1 1 06.03 1990 1:0 Degryse 32, 2:0 Degryse 39 2 21.03 1990 1:0 Nuis 57, 1:1 Rodax 65                                         |
| Real Valladolid – AS Monaco 0:0 i 0:0 (dog), karne 1:3 1 07.03 1990 2 20.03 1990                                                                                           |
| UC Sampdoria – Grasshopper Club Zürich 2:0 i 2:1 1 07.03 1990 1:0 Vierchowod 13, 2:0 Meier 84s 2 22.03 1990 1:0 Toninho Cerezo 43, 1:1 Wyss 67, 2:1 Lombardo 81            |
| Dinamo Bukareszt – FK Partizan 2:1 i 2:0 1 07.03 1990 1:0 Raducioiu 18, 2:0 Raducioiu 57, 2:1 Spasić 70 2 22.03 1990 1:0 Lupescu 52, 2:0 Raducioiu 70 (mecz w Titogradzie) |

## 1/2 finału
| RSC Anderlecht – Dinamo Bukareszt 1:0 i 1:0 1 04.04 1990 1:0 Nuis 65 2 18.04 1990 1:0 van der Linden 60                                                  |
| AS Monaco – UC Sampdoria 2:2 i 0:2 1 03.04 1990 1:0 Weah 44, 1:1 Vialli 75k, 1:2 Vialli 78, 2:2 R.Diaz 81 2 18.04 1990 0:1 Vierchowod 9, 0:2 Lombardo 57 |

## Finał
| - 9 maja 1990 Göteborg Nya Ullevi (20 103) - UC Sampdoria – RSC Anderlecht 2:0 (0:0, 0:0) - Sędzia: Bruno Galler (Szwajcaria) - Bramki: 1:0 Gianluca Vialli 105, 2:0 Gianluca Vialli 107 - Unione Calcio Sampdoria (trener Vujadin Boškov): Gianluca Pagliuca – Luca Pellegrini, Moreno Mannini, Pietro Vierchowod, Amadeo Carboni, Fausto Pari, Srecko Katanec (93 Fausto Salsano), Giovanni Invernizzi (53 Attilio Lombardo), Giuseppe Dossena, Gianluca Vialli, Roberto Mancini - Royal Sporting Club Anderlecht (trener Aad de Mos): Filip De Wilde – Georges Grün, Guy Marchoul, Stephen Keshi, Wim Kooiman, Patrick Vervoort, Charles Musonda, Arnor Gudjohnson, Milan Jankovic (112 Luis Oliveira), Marc Degryse (103 Luc Nilis), Marc van der Linden |